# Hauke Hirsinger

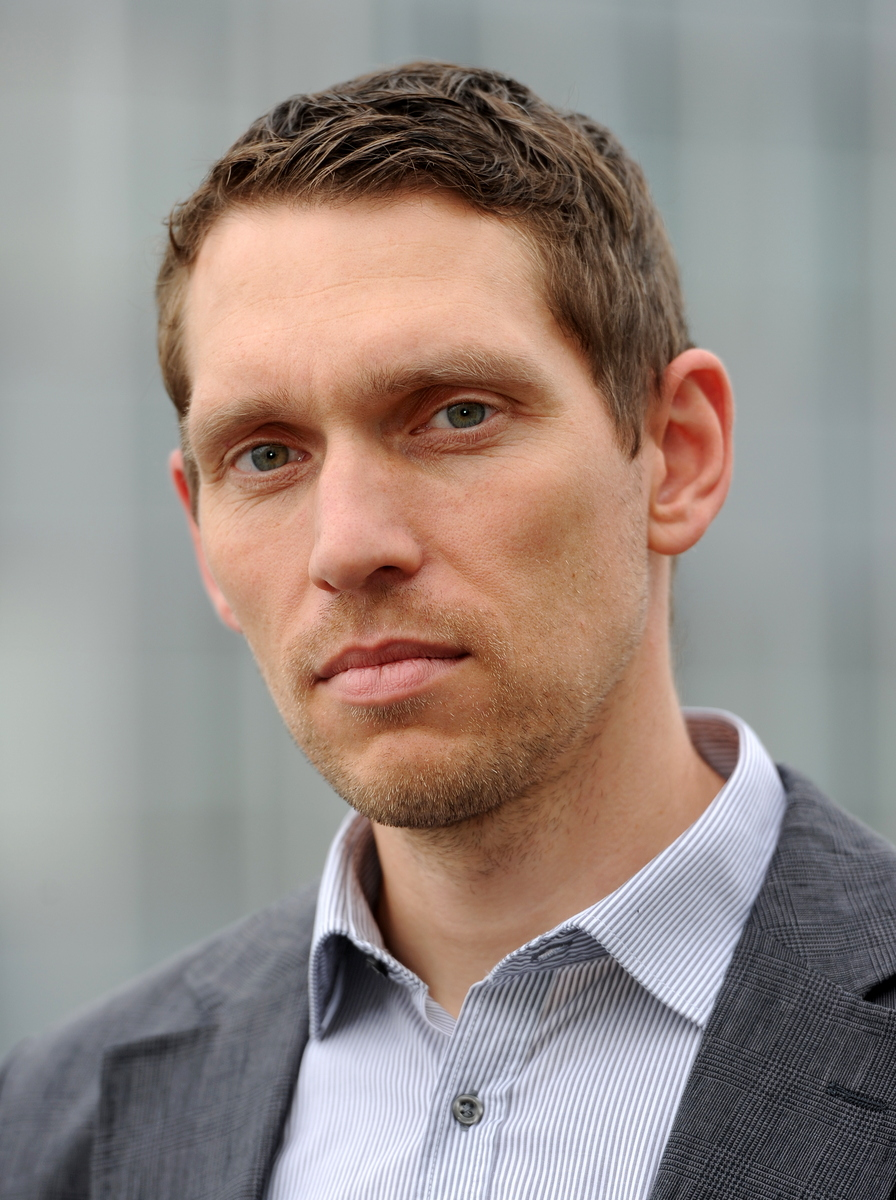
Hauke Hirsinger

Hauke Hirsinger (* 23. April 1975 in Wolfsburg) ist ein deutscher Journalist, Historiker, Autor, Schauspieler und Sänger.

## Biografie
Hauke Hirsinger studierte Geschichte und Kulturwissenschaft an der Universität Bremen und promovierte dort 2008 als Historiker. Nach langjähriger Tätigkeit als Redakteur beim Weser Report wechselte er 2015 zunächst in die Lokalredaktion des Bremer Weser-Kurier und anschließend zu Radio Bremen. Dort arbeitet er seither als Reporter für das Fernsehmagazin buten un binnen. 
Hirsinger war und ist Sänger bei den Bremer und Wolfsburger Bands Age und Assay sowie bei Zodiac und Mizanthrop, als Schauspieler wirkte er unter anderem in den Filmen Deadly Nam und City Kill - Rechnung in Blei mit. Er setzt sich für Tierrechte ein. 2014 veröffentlichte er seinen ersten Roman Pech.

## Werke
- „Die geistige Zersetzung Deutschlands“? Vom Wandel des Antisemitismus im Gefolge des Eulenburg-Skandals zu Beginn des 20. Jahrhunderts, Dissertation, Bremen 2008 (online).[4]
- Pech. Roman, Amazon Kindle, Bremen 2014.

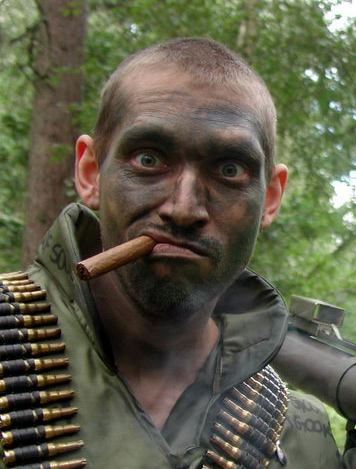
Hauke Hirsinger im Film Deadly Nam

## Filmografie
- 2006: Deadly Nam[5][2]
- 2007: City Kill - Rechnung in Blei[6]
- 2009: Hunt (Kurzfilm)[7]
- 2011: Entropie[8]